# Marina Scupra
Marina Scupra (n. 24 decembrie 1967, București – d. 30 iulie 2017, București) a fost o cântăreață de muzică ușoară din România.

## Biografie
Marina Scupra a urmat cursurile Școlii Populare de Artă din București, clasa Gloria Bordea. A apărut frecvent în emisiunile pentru copii ale Televiziunii Române și a participat la festivalurile județene de muzică.
Între 1980-1983 urmează cursurile Școlii populare de artă din București la clasa profesoarei Gloria Bordea Mihalache. În anul 1973 debutează în emisunea "Prietenii lui Așchiuță". În anul 1981 participă la Festivalul național "Cântarea României" unde obține mențiune în etapa republicană.
În 1984 a obținut Trofeul Festivalului de la Mamaia interpretând melodia „Joc de copii”, compusă de Laurențiu Profeta, după ce, cu un an în urmă primise din partea juriului, la același festival, Premiul Tinereții. 
După ce a obținut trofeul la festivalul Mamaia, a început colaborarea cu compozitorul Dan Dimitriu, cel care i-a devenit soț.
Din 1993 este angajată la Casă de Cultură a Ministerului de Interne. În 1994, a jucat în comedia "Concurs de seducție", din distribuția căreia au mai făcut parte Horia Brenciu și Tino Furtună de la "Holograf".
Marina Scupra a cântat în spectacolele Teatrului de Revistă „Constantin Tănase” din București. În 2001 a absolvit Facultatea de Drept a Universității „Titu Maiorescu”.
În ultimii ani a fost profesoară de canto - muzică ușoară la Școala Populară de Artă din Pitești, iar copii îndrumați de ea au câștigat numeroase premii la festivalurile pentru copii.

## Melodii din repertoriu
- Compuse de Dan Dimitriu: Drumul meu, Oameni de zăpadă, Tinerețea mea, Ce dor mă cheamă, Iubirea mea este un adevăr, Ce ai făcut cu viața mea
- Compuse de Laurențiu Profeta: Joc de copii, La drum cu un cântec vesel, Bine te-am găsit bătrâne Charleston
- Compuse de Aurel Giroveanu: Copiii cartierului, La balul fulgilor de nea
- Compuse de Ion Cristinoiu: Vârsta epocii de aur, Vreau să mai cred în povești
- Compuse de I. B. Voicescu: Fotografii din București[5][6]